# Braamkokermot
De braamkokermot (Coleophora potentillae) is een vlinder uit de familie kokermotten (Coleophoridae). De wetenschappelijke naam is voor het eerst geldig gepubliceerd in 1885 door Elisha.
De soort komt voor in Europa.